# The Early November
The Early November je americká pop punková hudební skupina, která vznikla v roce 1998 v Hammontonu v New Jersey. Jejími členy jsou Arthur Enders (zpěv, rytmická kytara), Joseph Marro (kytara, klávesy, piano), Bill Lugg (kytara), Sergio Anello (basová kytara) a Jeff Kummer (bicí). Kapela dodnes vydala dvě studiová alba, dvě EP alba a jedno splitové se skupinou I Am The Avalanache. V roce 2002 vydala dvě EP alba For All of This a The Acoustic, která se obě umístila v žebříčku Billboard Heatseekers, The Acoustic na 33. pozici a For All of This na 49. pozici. Debutové studiové album s názvem Room's Too Cold bylo vydáno v říjnu roku 2003 a ve stejném žebříčku obsadilo 1. příčku, dostalo se však i do žebříčku Billboard 200 na 107. místo. Nejúspěšnějším albem v tomto ohledu bylo trojalbum z roku 2006 The Mother, the Mechanic, and the Path, které obsadilo 31. pozici žebříčku Billboard 200. Dnes nejposlouchanější skladbou je „Ever So Sweet“ za alba The Acoustic.  Kapela vystupovala na Warped Tour mezi lety 2002-2004 a v roce 2006. V roce 2007 kapela oznámila pauzu v hraní. Znovu se kapela spojila až v roce 2011 a začala pracovat na třetím studiovém albu, které dle jejích slov má vyjít na jaře roku 2012.

## Diskografie
- For All of This - EP (2002)
- The Acoustic - EP (2002)
- Room's Too Cold (2003)
- The Early November/I Am The Avalanche - split (2005)
- The Mother, the Mechanic, and the Path (2006)